# Ranunculus platyspermus
Ranunculus platyspermus es una planta con flores en la familia Ranunculaceae. Crece naturalmente en Rusia (Siberia occidental), Kazajistán y China (en la parte occidental de la región autonómica de Xinjiang). Fue descrita científicamente por primera vez en 1824.

## Morfología
Especie perenne con brotes ligeramente peludos. Crece hasta 20-25 cm de altura.
HojasSon plumosas. En líneas generales, tienen una forma casi romboidal. Miden 2,5-4 cm de largo y 2,5-4 cm de ancho. Son peludos desde el fondo. El pecíolo es velloso y mide 2-3 cm de largo.
FloresSon solitarias. Aparecen en la parte superior de los brotes. Tienen un color amarillo. Llegan hasta los 15 mm de diámetro. Tienen 5 parcelas ovaladas que crecen hasta 5 mm. Tienen 5 pétalos ovalados con una longitud de 7-8 mm.
FrutoAquenios desnudos con forma ovalada redonda y longitud de 3 mm. Forman una fruta colectiva: un huevo de varias caras con forma de huevo y que crece hasta 7 mm de longitud.

## Biología y ecología
Crece en los prados y a una altitud de hasta 700 metros sobre el nivel del mar. Florece en abril.